# Hypsiboas geographicus
Hypsiboas geographicus là một loài ếch trong họ Nhái bén.
Nó được tìm thấy ở Bolivia, Brasil, Colombia, Ecuador, Guyane thuộc Pháp, Guyana, Peru, Suriname, Trinidad và Tobago, và Venezuela.
Các môi trường sống tự nhiên của chúng là các khu rừng khô nhiệt đới hoặc cận nhiệt đới, rừng ẩm đất thấp nhiệt đới hoặc cận nhiệt đới, xavan ẩm, đồng cỏ nhiệt đới hoặc cận nhiệt đới vùng ngập nước hoặc lụt theo mùa, sông, hồ nước ngọt, hồ nước ngọt có nước theo mùa, đầm nước ngọt, các đồn điền, vườn nông thôn, các khu rừng trước đây bị suy thoái nặng nề, ao, và ao nuôi trồng thủy sản. 
Trước đây nó được gọi là Hyla geographica.

## Hình ảnh

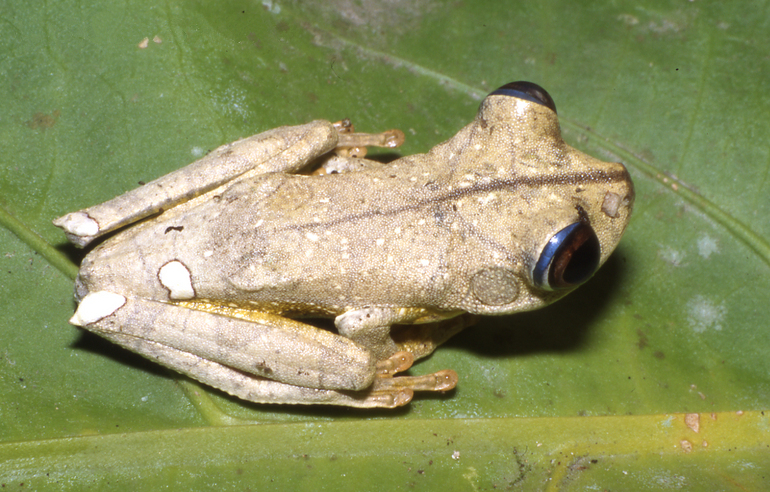
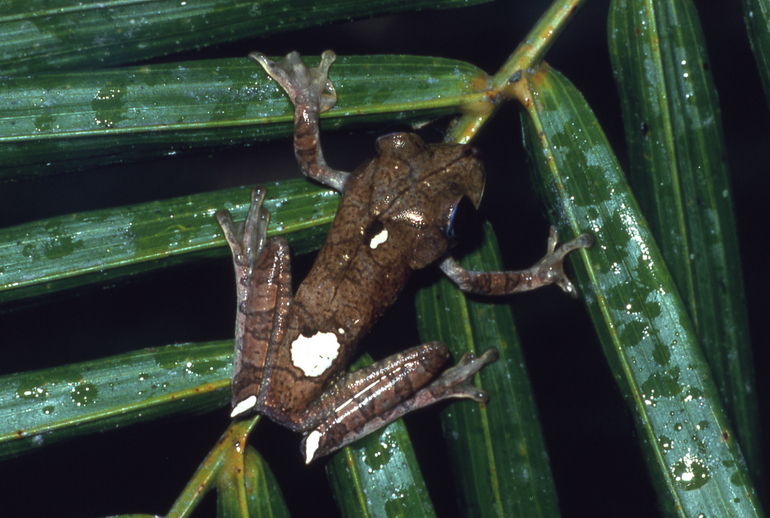
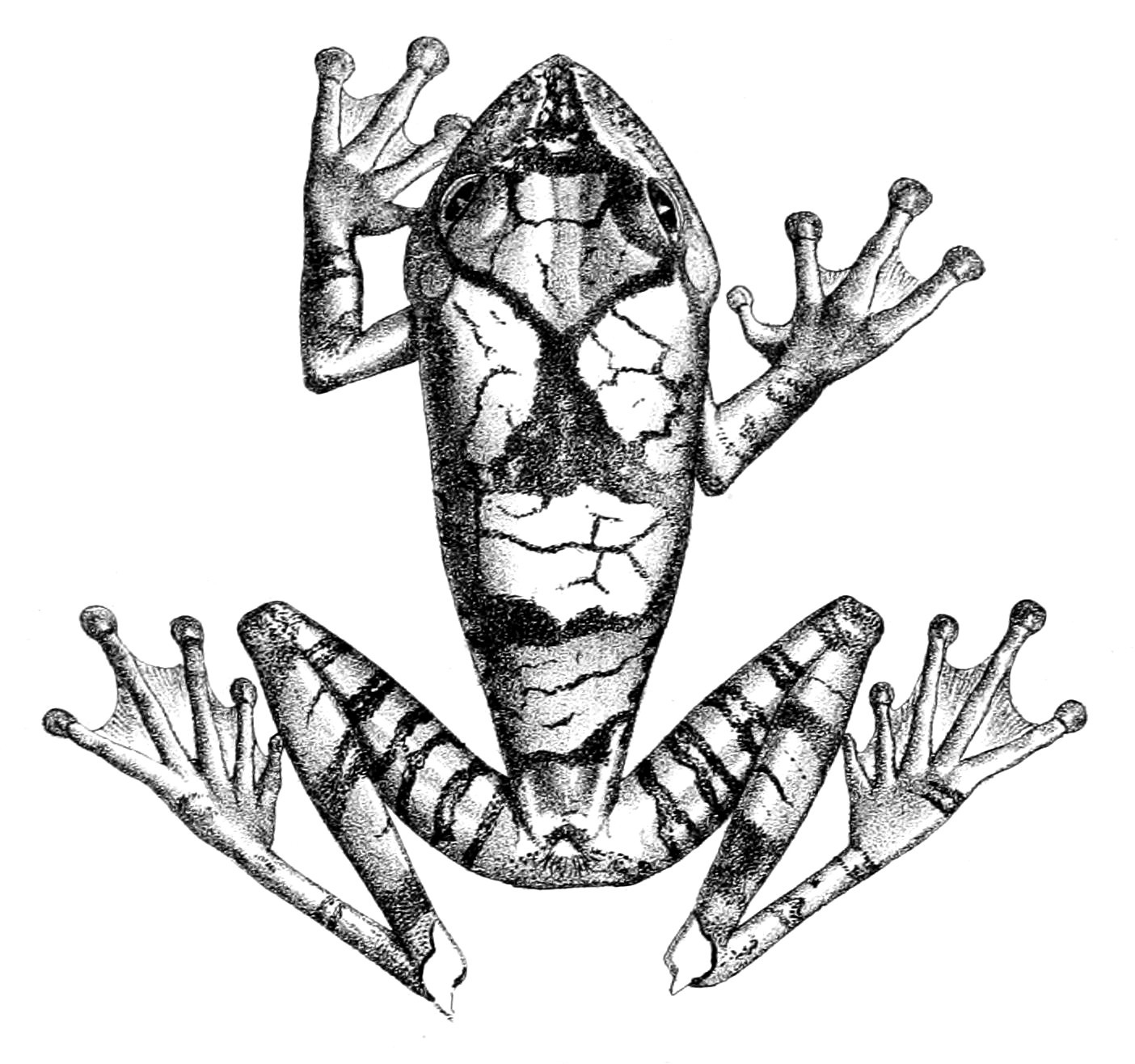